# Accordo di associazione tra l'Ucraina e l'Unione europea
L'accordo di associazione Ucraina-Unione europea è un accordo di associazione politica ed economica tra Unione europea (UE), Ucraina e i 28 Stati membri dell'UE (come parti separate in aggiunta all'UE). È entrato in vigore il 1º settembre 2017, dopo che era stato applicato in via parziale e provvisoria. Le parti si sono impegnate a cooperare e a far convergere la politica economica, la legislazione e la regolamentazione in un'ampia gamma di settori, tra cui la parità dei diritti dei lavoratori,  la libera circolazione delle persone, lo scambio delle informazioni e formazione del personale nel settore della giustizia, la modernizzazione delle infrastrutture energetiche (dell'Ucraina) e l'accesso alla Banca centrale europea per gli investimenti. Le parti si sono impegnate a regolari riunioni al vertice e riunioni tra ministri, altri funzionari ed esperti.  L'accordo stabilisce inoltre una zona di libero scambio globale e approfondito tra le parti.
L'accordo impegna l'Ucraina a riforme economiche, giudiziarie e finanziarie per convergere le sue politiche e la legislazione a quelle dell'Unione europea.  L'Ucraina si impegna a conformarsi gradualmente alle norme tecniche e dei consumatori dell'UE. L'UE si impegna a fornire all'Ucraina sostegno politico e finanziario, accesso alla ricerca e alla conoscenza e accesso preferenziale ai mercati dell'UE.  L'accordo impegna le parti a promuovere una graduale convergenza verso la politica di sicurezza e di difesa comune dell'UE e le politiche dell'Agenzia europea di difesa.
L'accordo arriva dopo oltre due decenni in cui le parti hanno cercato di stabilire legami più stretti tra loro. Da un lato, l'Unione europea vuole garantire che le sue importazioni di grano e gas naturale dall'Ucraina, così come le sue esportazioni di merci verso l'Ucraina, non siano minacciate dall'instabilità della regione, ritenendo che l'instabilità potrebbe alla fine essere ridotta attraverso riforme economiche del paese. L'Ucraina, d'altra parte, vuole aumentare le proprie esportazioni beneficiando del libero scambio con l'Unione europea, attraendo nel contempo interessanti investimenti esterni e stabilendo legami più stretti con un'entità sociopolitica con molti ucraini. L'Ucraina occidentale è generalmente più entusiasta dell'appartenenza all'UE rispetto all'Ucraina orientale.
Le disposizioni politiche del trattato sono state firmate il 21 marzo 2014 dopo una serie di eventi che ne avevano bloccato la ratifica, culminata in una rivoluzione in Ucraina che aveva portato alla fuga e alla destituzione dell'allora presidente in carica dell'Ucraina Viktor Janukovyč. Queste proteste furono scatenate principalmente dal rifiuto dell'ultimo minuto di Janukovyč di firmare l'accordo.  La Russia, il secondo partner commerciale dell'Ucraina, ha invece presentato come alternativa l'Unione doganale esistente di Russia, Bielorussia e Kazakistan. Dopo il 21 marzo 2014 le questioni relative all'integrazione commerciale sono state temporaneamente messe da parte (in attesa dei risultati delle elezioni presidenziali ucraine del 25 maggio 2014) finché l'Unione europea e il nuovo presidente ucraino Petro Poroshenko hanno firmato la parte economica dell'accordo Ucraina-Unione europea sull'associazione 27 giugno 2014, e lo ha descritto come il "primo ma decisivo passo" dell'Ucraina verso l'adesione all'UE.
I titoli III, V, VI e VII e i relativi allegati e protocolli dell'accordo sono stati applicati in via provvisoria dal 1º novembre 2014, mentre il titolo IV è stato applicato dal 1º gennaio 2016, per quanto riguarda le disposizioni relative alle competenze dell'UE. Le disposizioni sono entrate ufficialmente in vigore il 1º settembre 2017 in seguito alla ratifica dell'accordo da parte di tutti i firmatari.

## Antefatti

### Ucraina
A partire dal tardo XVIII secolo gran parte dell'Ucraina fu la prima parte dell'Impero russo. In seguito, l'Ucraina occidentale faceva parte dell'impero austro-ungarico e passò poi alla seconda repubblica polacca fino all'invasione sovietica della Polonia del 1939.
La RSS Ucraina fece parte dell'Unione Sovietica dal 1922, fino a dichiarare l'indipendenza il 24 agosto 1991. L'Ucraina indipendente ha originariamente mantenuto forti legami con la Russia, e come tale l'economia dell'Ucraina si è integrata con l'economia russa.
Prima della firma del trattato, circa un terzo del commercio estero dell'Ucraina era con l'Unione europea (UE); un altro terzo era con la Russia.

### Unione europea
La Comunità europea del carbone e dell'acciaio fu costituita nel 1952, composta da sei paesi dell'Europa occidentale. Ciò porterebbe all'Unione europea nel 1992 con l'aumento delle potenze centrali e l'aumento dell'effettivo ha raggiunto i 28 entro il 2013. L'Unione ha un mercato comune e ha tra le altre la competenza a concludere accordi commerciali. L'Unione ha competenza solo trasferita dagli Stati membri, e quindi quando un trattato include settori in cui non ha competenza, gli Stati membri diventano parte del trattato a fianco dell'Unione.

## Storia
Il 22 luglio 2008 fu annunciato che sarebbe stato firmato un accordo tipo "Stabilizzazione e associazione" tra l'Ucraina e l'Unione europea. Tuttavia, nel 2011 l'alto rappresentante dell'Unione europea per gli affari esteri, Catherine Ashton, avvertì l'Ucraina che, sebbene continuasse a parlare di un accordo di associazione dell'Unione europea con l'Ucraina, il processo di ratifica del trattato "affronterà problemi se non vi sarà un'inversione nell'approccio delle autorità ucraine" verso il processo contro l'ex primo ministro ucraino Julija Tymošenko. L'accordo di associazione avrebbe dovuto essere ratificato da tutti gli stati membri e dal Parlamento europeo affinché il documento potesse aver effetto. La condanna di Tymošenko a sette anni di carcere l'11 ottobre 2011 venne accolta con proteste nazionali e internazionali e minacciava le relazioni tra Ucraina e Unione europea. La stessa Tymoshenko affermò che la sua reclusione non avrebbe dovuto impedire all'Unione europea di stabilire legami più stretti con l'Ucraina. La firma di un accordo di associazione tra l'Ucraina e l'Unione europea, sebbene finalizzata, fu posticipata il 19 dicembre 2011. Secondo una dichiarazione congiunta dell'Ucraina e dell'UE adottata in occasione di un vertice Ucraina-UE, la ratifica del trattato dipendeva dall'Ucraina, che avrebbe dovuto attuare il "rispetto dei valori comuni e dello Stato di diritto con un sistema giudiziario indipendente". Il Commissario europeo per l'Allargamento e la politica europea di vicinato, Štefan Füle, dichiarò il 27 febbraio 2012 che "sperava" che l'accordo di associazione fosse siglato entro un mese e "vedeva" che sarebbe stato firmato il prossimo autunno. Rilevò anche "la necessità di agire in sei aree chiave" (principalmente riforme giuridiche e libertà democratiche). Il 29 febbraio 2012 il Partito popolare europeo chiese l'immediata liberazione di Julija Tymošenko, Jurij Lucenko e altri prigionieri politici, e insistette sul fatto che l'accordo di associazione tra l'Ucraina e l'Unione europea non avrebbe dovuto essere firmato e ratificato fino a quando tali richieste non fossero state soddisfatte.

### Passaggi iniziali
L'accordo di associazione dell'UE (AA) fu siglato il 30 marzo 2012 a Brussel; il trattamento e la condanna (considerato dai leader dell'UE come un processo politicamente motivato) dell'ex primo ministro ucraino Julija Tymošenko mise a dura prova le relazioni tra l'UE e l'Ucraina. L'Unione europea e alcuni dei suoi Stati membri, in particolare la Germania, fecero pressioni sul presidente ucraino Viktor Janukovyč e sul suo governo Azarov per fermare la detenzione di Tymošenko nel timore per la sua salute degradante. Diversi incontri con Janukovyč vennero abbandonati dai leader dell'UE, incluso il presidente tedesco Joachim Gauck.
Su richiesta dei politici dell'opposizione in Ucraina, i funzionari del governo dell'UE boicottarono il campionato UEFA Euro 2012 in Ucraina. I leader dell'UE suggerirono che l'AA e la zona di libero scambio globale e approfondita non potessero essere ratificati a meno che l'Ucraina non avesse espresso preoccupazione per un "netto deterioramento della democrazia e dello stato di diritto", compreso l'imprigionamento di Tymošenko e Jurij Lucenko nel 2011 e nel 2012.
Una dichiarazione del 10 dicembre 2012 del Consiglio "Affari esteri" dell'UE ribadì il suo impegno a firmare l'accordo di associazione già siglato, compresa una zona di libero scambio approfondita e completa, non appena le autorità ucraine avessero dimostrato un'azione determinata e progressi tangibili nelle tre aree di cui sopra, probabilmente al momento del vertice del partenariato orientale a Vilnius nel novembre 2013. Queste tre aree, tutte "parti integranti e priorità concordate", erano "riforme elettorali, giudiziarie e costituzionali in linea con gli standard internazionali".
Kostjantyn Jelisjejev, ambasciatore dell'Ucraina presso l'UE, rispose nel febbraio 2013 respingendo qualsiasi condizione preliminare dell'UE per la firma dell'AA. Tuttavia, il 22 febbraio 2013 fu approvata una risoluzione di 315 dei 349 membri registrati della Verkhovna Rada, in cui si affermò che "nell'ambito delle sue competenze" il parlamento avrebbe garantito l'attuazione delle "raccomandazioni" del Consiglio Affari esteri dell'UE del 10 dicembre 2012. Al 16º vertice UE-Ucraina del 25 febbraio 2013, il presidente del Consiglio europeo, Herman Van Rompuy, fece seguito alla dichiarazione del Consiglio "Affari esteri" del dicembre 2012 ribadendo la "richiesta di un'azione decisa e progressi concreti dell'UE in questi settori – al più tardi entro maggio di quest'anno". Lo stesso giorno il presidente Yanukovich dichiarò che l'Ucraina avrebbe "fatto del suo meglio" per soddisfare i requisiti dell'UE. All'epoca il presidente Yanukovich si trovò anche in trattative con la Russia per "trovare il modello giusto" per la cooperazione con l'Unione doganale di Bielorussia, Kazakistan e Russia. Ma ancora il 25 febbraio 2013, il presidente della Commissione europea José Manuel Barroso chiarì che "un paese non può allo stesso tempo essere membro di un'unione doganale e trovarsi in una zona comune di libero scambio con l'Unione europea".
Per coordinare la preparazione dell'Ucraina all'integrazione europea, il governo dell'Ucraina adottò un piano sulle misure prioritarie per l'integrazione europea dell'Ucraina per il 2013. La corretta attuazione del piano fu presupposta come una delle condizioni necessarie per la firma dell'accordo di associazione, previsto per il 29 novembre 2013 durante il vertice del partenariato orientale a Vilnius.
Nel marzo 2013, Stefan Fuele, Commissario UE per l'Allargamento, informò il Parlamento europeo che mentre le autorità ucraine ebbero dato il loro "impegno inequivocabile" per affrontare le questioni sollevate dall'UE, diversi incidenti "inquietanti" recenti, incluso l'annullamento dell'avvocato di Tymoshenko, e il mandato di Serhiy Vlasenko nella Verkhovna Rada avrebbero potuto ritardare la firma degli accordi. Tuttavia, il giorno successivo il Ministero degli Affari Esteri ucraino manifestò il suo ottimismo sul fatto che sarebbero stati comunque firmati a novembre. Il 7 aprile 2013 un decreto del presidente Yanukovych liberò Lutsenko dal carcere ed esentò lui e il suo collega ministro nel secondo governo di Tymoshenko, Heorhiy Filipchuk, da ulteriori pene. Il 3 settembre 2013, nella sessione di apertura della Verkhovna Rada dopo la pausa estiva, il presidente Yanukovych esortò il suo parlamento ad adottare leggi affinché l'Ucraina potesse soddisfare i criteri dell'UE ed essere in grado di firmare l'accordo di associazione nel novembre 2013. Il 18 settembre il gabinetto ucraino approvò all'unanimità il progetto di accordo di associazione. Il 25 settembre 2013 il presidente della Verchovna Rada Volodymyr Rybak dichiarò di essere sicuro che il suo parlamento avrebbe approvato tutte le leggi necessarie per soddisfare i criteri UE per l'Accordo di associazione, ad eccezione del Partito comunista ucraino. Il 20 novembre 2013, il commissario europeo per l'allargamento, Stefan Fuele, dichiarò che si aspettava che il Verkhovna Rada il giorno successivo avrebbe preso in considerazione e adottato i provvedimenti rimanenti necessari per la firma dell'accordo di associazione, prevista per il 29 novembre 2013.

### Stallo
«Sappiamo quanto gli ucraini si sentono europei, quanto si preoccupano dell'Europa. Noi, naturalmente, proseguiremo le nostre conversazioni con i nostri partner ucraini, ben sapendo che dovremmo sempre rispettare le decisioni sovrane dell'Ucraina.»

— José Manuel Barroso, Presidente della Commissione europea, al vertice UE del 28-29 novembre 2013 a Vilnius (29 novembre 2013)
Il 21 novembre 2013 la Verkhovna Rada non approvò nessuna delle sei mozioni per consentire all'ex primo ministro Yulia Tymoshenko di ricevere cure mediche all'estero, che era una richiesta dell'UE per la firma dell'accordo di associazione. La stessa settimana Tymoshenko dichiarò di essere pronta a chiedere all'UE di abbandonare la richiesta della sua libertà se ciò significava che il presidente Viktor Janukovyč avesse firmato l'accordo di associazione. Lo stesso giorno un decreto del governo ucraino sospese i preparativi per la firma dell'accordo di associazione; invece propose la creazione di una commissione commerciale a tre fra l'Ucraina, l'Unione europea e la Russia per risolvere le questioni commerciali tra le parti. Il primo ministro Mykola Azarov emanò il decreto al fine di "garantire la sicurezza nazionale dell'Ucraina" e in considerazione delle possibili ramificazioni degli scambi con la Russia (e altri paesi della CSI) se l'accordo fosse stato firmato in un vertice del 28‑29 novembre a Vilnius. Secondo il vice primo ministro ucraino Yuriy Boyko, l'Ucraina avrebbe ripreso a preparare l'accordo "quando il calo della produzione industriale e le nostre relazioni con i paesi della CSI fossero state compensate dal mercato europeo, altrimenti l'economia del nostro paese avrebbe subito gravi danni". Alcuni diplomatici dell'UE si mostrarono più scettici sulle ragioni avanzate. Più tardi, il 21 novembre 2013, il segretario stampa presidenziale russo, Dmitrij Peskov, definì il decreto ucraino "una decisione strettamente interna e sovrana del paese, e riteniamo di non avere il diritto di commentarlo", affermando che la Russia era pronta ad avere negoziati tripartiti con l'Ucraina e l'UE su questioni economiche e commerciali. La missione di monitoraggio del Parlamento europeo in Ucraina dichiarò (anche il 21 novembre 2013) che c'era ancora la possibilità di firmare l'accordo di associazione UE-Ucraina. Lo stesso giorno il presidente ucraino Viktor Janukovyč affermò che "un'alternativa per le riforme in Ucraina e un'alternativa per l'integrazione europea non esiste... Stiamo camminando su questa strada e non stiamo cambiando direzione".
Nei giorni successivi, l'Euromaidan, le più grandi proteste dalla Rivoluzione arancione, si svolsero a Kiev per mano dei partiti d'opposizione. Il 26 novembre 2013 il governo ucraino ammise che la Russia aveva chiesto di ritardare la firma dell'accordo di associazione dell'UE e che "voleva condizioni migliori per l'accordo dell'UE". "Non appena raggiungiamo un livello che ci sta bene, quando soddisfa i nostri interessi, quando concordiamo in termini normali, allora parleremo della firma", dichiarò il presidente Janukovyč in un'intervista televisiva. Lo stesso giorno il presidente russo Vladimir Putin chiese la fine delle critiche alla decisione ucraina di ritardare l'accordo di associazione, affermando che l'accordo con l'UE era stato negativo per gli interessi di sicurezza della Russia. Putin replicò alle dichiarazioni del presidente del Consiglio europeo, Herman Van Rompuy, e del presidente della Commissione europea, José Manuel Barroso, i quali avevano dichiarato di "disapprovare fortemente" le azioni della Russia. Il 26 novembre 2013 il primo ministro Azarov dichiarò durante una riunione del governo "Affermo con piena autorità che il processo negoziale sull'Accordo di associazione sta continuando e che il lavoro per avvicinare il nostro paese agli standard europei non si ferma per un solo giorno". Il presidente Yanukovych partecipò comunque al vertice UE del 28‑29 novembre a Vilnius, ma l'accordo di associazione non fu firmato. Durante questo summit, l'Unione europea e l'Ucraina siglarono un accordo sui servizi aerei. Sempre durante il vertice, il presidente Yanukovich dichiarò che l'Ucraina desiderava ancora firmare l'accordo di associazione, ma che aveva bisogno di sostanziali aiuti finanziari per compensare la risposta minacciata dalla Russia e propose di avviare negoziati a tre vie tra Russia, Ucraina e UE. Sollecitò inoltre Bruxelles ad aiutare l'Ucraina ad attenuare i termini di un possibile prestito dall'FMI. L'UE respinse i colloqui trilaterali e chiese a Yanukovich di impegnarsi a firmare l'accordo di associazione, cosa che egli rifiutò di fare. Al termine del vertice, il presidente della Commissione europea José Manuel Barroso dichiarò che l'UE non avrebbe tollerato "un veto di un paese terzo" nei negoziati per una più stretta integrazione con l'Ucraina. Aggiunse inoltre: "Abbiamo intrapreso un lungo viaggio, aiutando l'Ucraina a diventare, come altri, ciò che chiamiamo ora "nuovi Stati membri", ma dobbiamo mettere da parte i calcoli politici a breve termine".
Il presidente del Consiglio europeo, Herman Van Rompuy, aggiunse che non avrebbero potuto "cedere alle pressioni esterne, meno che mai dalla Russia". Barroso ribadì che l'offerta dell'UE all'Ucraina in termini di firma di un accordo di associazione era rimasta sul tavolo. Contemporaneamente, il presidente Janukovyč dichiarò che intendeva ancora firmare l'accordo di associazione in un secondo momento "una volta che ci mettiamo al lavoro e troveremo soluzioni per problemi economici, quando avremo l'opportunità di firmare un accordo di partnership strategica con la Russia e tutto il resto bisogno di fare, in modo che possano essere stabilite relazioni normali tra l'Unione europea, la Russia e l'Ucraina... questa è la nostra responsabilità".

### Firma
Il presidente Viktor Yanukovych venne rimosso dal potere per voto della maggioranza del parlamento ucraino dopo la rivoluzione ucraina del 2014 e fu sostituito da un nuovo governo ad interim nel febbraio 2014. In un vertice UE a Bruxelles il 21 marzo 2014, il nuovo primo ministro ucraino, Arseniy Yatseniuk, e i leader dell'Unione europea Herman Van Rompuy e José Manuel Barroso, insieme ai 28 leader politici nazionali o capi di stato del Consiglio europeo, firmarono a Bruxelles le disposizioni politiche dell'AA, con la DCFTA da firmare dopo le elezioni presidenziali di maggio 2014. L'Unione europea e il (allora) nuovo presidente ucraino Petro Poroshenko firmarono la parte economica dell'accordo di associazione Ucraina-Unione europea il 27 giugno 2014, e lo descrissero come il "primo ma decisivo passo" dell'Ucraina verso l'adesione all'UE. Il presidente del Consiglio europeo, Herman Van Rompuy, disse alla cerimonia della firma: "A Kiev e altrove, le persone hanno dato la loro vita per questo avvicinamento all'Unione europea. Non dimenticheremo questo."

## Ratifica

Firmatari dell'accordo / Stati che hanno depositato lo strumento di ratifica
I titoli III, V, VI e VII e i relativi allegati e protocolli dell'accordo sono stati applicati in via provvisoria dal 1º novembre 2014, mentre il titolo IV è stato applicato dal 1º gennaio 2016 per quanto riguarda le disposizioni relative alle competenze dell'UE. Le disposizioni sono entrate ufficialmente in vigore il 1º settembre 2017 in seguito alla ratifica dell'accordo da parte di tutti i firmatari.
| Parlamento vallone | (comunità) (regionale) |

| Assemblea Unita di Brussel | (in francese) (in olandese) |

| Parlamento fiammingo | (comunità) (regionale) |